# Discografia lui Amy Winehouse
Aceasta este o listă ce conține lansările oficiale ale interpretei britanice de muzică soul, jazz și R&B Amy Winehouse (n. 1983 — d. 2011).

## Albume
| Albume de studio   | |    |    |   |     |    |    |   |    |    |    |                                                |
| 2003               | Frank - Primul album de studio - Lansat: UK: 20 octombrie 2003 - Casă de discuri: Island Records - Disponibil în format: CD, descărcare digitală                | 3  | 23 | 7 | 11  | 12 | 15 | 7 | 22 | 16 | 33 | UE: 1.000.000 SUA 307.000                      |
| 2006               | Back to Black - Al doilea album de studio - Lansat: UK: 4 octombrie 2006 - Casă de discuri: Island Records - Disponibil în format: CD, descărcare digitală      | 1  | 4  | 1 | 1   | 1  | 1  | 1 | 1  | 1  | 2  | UK: 3.000.000 SUA 2.300.000 Total + 10.000.000 |
| Albume în concert  | |    |    |   |     |    |    |   |    |    |    |                                                |
| 2007               | I Told You I Was Trouble: Live in London - Primul album în concert - Lansat: UK: 5 noiembrie 2007 - Casă de discuri: Island Records - Disponibil în format: DVD | —  | 27 | 3 | —   | —  | —  | — | 3  | —  | —  | Argentina 40.000 125.000                       |
| Box set            | |    |    |   |     |    |    |   |    |    |    |                                                |
| 2008               | Frank/Back to Black - Primul box set - Lansat: UK: 28 noiembrie 2008 - Casă de discuri: Island Records - Disponibil în format: CD, descărcare digitală          | 10 | 18 | — | 148 | —  | —  | — | 20 | 10 | —  | —                                              |
| Discuri EP         | |    |    |   |     |    |    |   |    |    |    |                                                |
| 2004               | Sessions@AOL - Primul disc EP - Lansat: UK: 1 iunie 2004 - Casă de discuri: Island Records - Disponibil în format: CD, descărcare digitală                      | —  | —  | — | —   | —  | —  | — | —  | —  | —  | —                                              |
| 2007               | iTunes Festival: London 2007 - Primul box set - Lansat: UK: 13 august 2007 - Casă de discuri: Island Records - Disponibil în format: CD, descărcare digitală    | —  | —  | — | —   | —  | —  | — | —  | —  | —  | —                                              |
| Albume post-mortem | |    |    |   |     |    |    |   |    |    |    |                                                |
| 2011               | Lioness: Hidden Treasures - Primul disc EP - Lansat: UK: 5 decembrie 2011 - Casă de discuri: Island Records - Disponibil în format: CD, descărcare digitală     | —  | —  | — | —   | —  | —  | — | —  | —  | —  | Total + 140.000                                |

## Discuri single
| Discuri single                          |                                       |    |    |    |    |    |    |    |    |    |    |                                              |
| 2003                                    | „Stronger Than Me”                    | 71 | —  | —  | —  | —  | —  | —  | —  | —  | —  | Frank                                        |
| 2004                                    | „Take the Box”                        | 57 | —  | —  | —  | —  | —  | —  | —  | —  | —  | Frank                                        |
| 2004                                    | „In My Bed”/„You Sent Me Flying”      | 60 | —  | —  | —  | —  | —  | —  | —  | —  | —  | Frank                                        |
| 2004                                    | „Fuck Me Pumps”/„Help Yourself”       | 69 | —  | —  | —  | —  | —  | —  | —  | —  | —  | Frank                                        |
| 2006                                    | „Rehab”                               | 7  | 27 | 19 | 11 | 23 | 21 | 17 | 12 | 11 | 9  | Back to Black                                |
| 2007                                    | „You Know I'm No Good”                | 18 | 89 | 50 | 17 | 77 | 39 | —  | —  | 7  | 77 | Back to Black                                |
| 2007                                    | „Back to Black”                       | 8  | 56 | 3  | 42 | 8  | 11 | 23 | —  | 8  | —  | Back to Black                                |
| 2007                                    | „Tears Dry on Their Own”              | 16 | —  | —  | —  | 56 | 26 | —  | —  | —  | —  | Back to Black                                |
| 2007                                    | „Love Is a Losing Game”               | 33 | —  | —  | —  | —  | 33 | —  | —  | —  | —  | Back to Black                                |
| 2008                                    | „Just Friends”                        | —  | —  | —  | —  | —  | —  | —  | —  | —  | —  | Back to Black                                |
| 2011                                    | „Body and Soul” (cu Tony Bennett)     | 40 | 97 | 36 | 27 | 31 | —  | 31 | —  | 35 | 87 | Lioness: Hidden Treasures                    |
| 2011                                    | „Our Day Will Come”                   | —  | —  | —  | —  | —  | —  | —  | —  | —  | —  | Lioness: Hidden Treasures                    |
| Colaborări                              |                                       |    |    |    |    |    |    |    |    |    |    |                                              |
| 2007                                    | „Valerie” (cu Mark Ronson)            | 2  | 34 | 5  | —  | 3  | 3  | 1  | 29 | 4  | —  | Version                                      |
| 2007                                    | „B Boy Baby” (cu Mutya Buena)         | 73 | —  | —  | —  | —  | —  | —  | —  | —  | —  | Real Girl                                    |
| 2010                                    | „It's My Party” (cu Quincy Jones)     | —  | —  | —  | —  | —  | —  | —  | —  | —  | —  | Q Soul Bossa Nostra                          |
| Alte înregistrări intrate în clasamente |                                       |    |    |    |    |    |    |    |    |    |    |                                              |
| 2007                                    | „Valerie” (versiune solo Live Lounge) | 37 | —  | 35 | —  | 84 | 33 | —  | —  | —  | —  | Back to Black: Deluxe Edition                |
| 2008                                    | „Cupid”                               | —  | —  | —  | —  | —  | —  | —  | —  | 49 | —  | Back to Black: Deluxe Edition                |
| 2011                                    | „Will You Still Love Me Tomorrow”     | 62 | —  | —  | —  | —  | —  | —  | —  | —  | —  | Bridget Jones: The Edge of Reason Soundtrack |

## Videoclipuri
| Anul | Cântec                                   | Regizor          |
| ---- | ---------------------------------------- | ---------------- |
| 2003 | „Stronger Than Me”                       |                  |
| 2004 | „Take The Box”                           |                  |
| 2004 | „In My Bed”                              | Paul Gore        |
| 2004 | „Fuck Me Pumps”                          | Marlene Rhein    |
| 2006 | „Rehab”                                  | Phil Griffin     |
| 2007 | „You Know I'm No Good”                   | Phil Griffin     |
| 2007 | „Back to Black”                          | Phil Griffin     |
| 2007 | „Tears Dry on Their Own”                 | David LaChapelle |
| 2007 | „Love Is a Losing Game”                  |                  |
| 2007 | „Love Is a Losing Game” (versiunea live) |                  |
| 2008 | „Just Friends”                           |                  |
| 2011 | „Body & Soul”                            |                  |